# Vera Sokolova
Vera Aleksandrovna Sokolova (in russo Вера Александровна Соколова?; Solianoy nella Ciuvascia, 8 giugno 1987) è una marciatrice russa, ex detentrice del record mondiale della 20 km.

## Biografia
Primatista mondiale nella categoria allieve e primatista europea nella categoria juniores, ha vinto la sua prima medaglia assoluta nei Campionati europei di atletica leggera del 2010, durante i quali si aggiudicò la medaglia di bronzo nei 20 km di marcia. Ha anche rappresentato la Russia ai Campionati del mondo del 2009, ottenendo il quattordicesimo posto.
Nel 2011, a Soči, ha vinto i campionati russi di marcia, ottenendo un risultato da record del mondo: 1h25'08", battendo il precedente record del mondo di 33 secondi (che apparteneva alla russa Olimpiada Ivanova).

## Record nazionali

### Seniores
- Marcia 20 km: 1h25'08 ( Soči, 26 febbraio 2011)

## Palmarès
| Anno | Manifestazione    | Sede       | Evento         | Risultato | Prestazione | Note |
| ---- | ----------------- | ---------- | -------------- | --------- | ----------- | ---- |
| 2002 | Mondiali juniores | Kingston   | Marcia 10000 m | 9ª        | 47'59"14    |      |
| 2003 | Mondiali allievi  | Sherbrooke | Marcia 5000 m  | Oro       | 22'50"23    |      |
| 2004 | Mondiali juniores | Grosseto   | Marcia 10000 m | Bronzo    | 46'53"02    |      |
| 2005 | Europei juniores  | Kaunas     | Marcia 10000 m | Oro       | 43'11"34    |      |
| 2006 | Mondiali juniores | Pechino    | Marcia 10000 m | 4ª        | 46'58"21    |      |
| 2009 | Mondiali          | Berlino    | Marcia 20 km   | 13ª       | 1h34'55     |      |
| 2010 | Europei           | Barcellona | Marcia 20 km   | Argento   | 1h29'32     |      |
| 2011 | Mondiali          | Taegu      | Marcia 20 km   | 9ª        | 1h32'13     |      |
| 2013 | Universiadi       | Kazan'     | Marcia 20 km   | dq        | dq          |      |
| 2013 | Mondiali          | Mosca      | Marcia 20 km   | dq        | dq          |      |
| 2014 | Europei           | Zurigo     | Marcia 20 km   | 4ª        | 1h28'24     |      |

## Campionati nazionali
- 1 volta campionessa nazionale nella marcia 20 km (2011)

2011
- Oro ai Campionati nazionali russi di marcia, marcia 20 km - 1h25'08"

## Altre competizioni internazionali
2010
- 4ª alla Coppa del mondo di marcia ( Chihuahua), marcia 20 km - 1h33'54"